# كريس كرامر (ممثل)
كريس كرامر هو ممثل كندي، ولد في 14 مايو 1975 في كندا.

## أعمال

### مسلسلات
- جيريكو

## وصلات خارجية
- كريس كرامر على موقع IMDb (الإنجليزية)
- كريس كرامر على موقع ميتاكريتيك (الإنجليزية)
- كريس كرامر على موقع روتن توميتوز (الإنجليزية)
- كريس كرامر على موقع ألو سيني (الفرنسية)
- كريس كرامر على موقع أول موفي (الإنجليزية)
- كريس كرامر على موقع قاعدة بيانات الفيلم (الإنجليزية)
- كريس كرامر على موقع كينوبويسك (الروسية)